# Вероніка довгоквітконіжкова
Вероніка довгоквітконіжкова (Veronica peduncularis) — вид квіткових рослин родини подорожникових (Plantaginaceae).

## Біоморфологічна характеристика
Це багаторічна рослина 6–40 см. Кореневище й основа стебла сильно розгалужені. Стебла нечисленні, лежачі, плодові гілки висхідні, запушені. Листки яйцеподібні чи довгасті, тонкі, віддалено-пилчасті, біля основи цілокраї; листкова ніжка 1–6 мм, листкова пластина 8–27 × 4–18 мм. Суцвіть 2–5, 10–25-квіткові, нещільні. Чашечка 3–3.5 мм у квітці, 4–5.5 мм у плоді, часток 4, залозисто-запушені, війчасті або голі, рідше залозисті. Віночок білий, блідо-бузковий або блідо-блакитний, з пурпуровими жилками, 8–13 мм в діаметрі. Коробочка поперечно-еліптична, 2.8–4.2 × 3.7–5.3 мм. Насіння 4–8, 0.3–1.8 × 0.9–1.5 мм, гладке.

## Поширення
Україна, Туреччина, Росія.
В Україні вид росте у тінистих лісах та на скелях — у Донецькому Лісостепу, рідко (Ворошиловградська обл., Лисичанський р-н); по всьому гірському Криму, часто.